# Wilhelm Nutzinger
Wilhelm Nutzinger (* um 1950) ist ein deutscher Historiker und Heimatforscher.

## Leben
Nutzinger promovierte 1980 am Fachbereich Geschichts- und Kunstwissenschaften der Ludwig-Maximilians-Universität München bei Karl Bosl mit einer Arbeit zum Thema Studien zur Herrschafts-, Gesellschafts- u. Wirtschaftsstruktur der Oberpfalz am Beispiel des ehemaligen Landgerichts bzw. Landkreises Neunburg vorm Wald. Seine Dissertation erschien 1982 als Heft 52 beim Historischen Atlas von Bayern.
Nutzinger ist Stadtdirektor und arbeitet als Fachabteilungsleiter im Schulreferat der Landeshauptstadt München. Er ist Leiter des Bereichs Gymnasien im Geschäftsbereich Allgemeinbildende Schulen des Referats für Bildung und Sport.

## Bücher (Auswahl)
- Buchners Kolleg Geschichte, Von der Französischen Revolution bis zum Nationalsozialismus zusammen mit Klaus Dieter Hein-Mooren, Heinrich Hirschfelder, Lorenz Maier, Wilhelm Nutzinger, Bernhard Pfändtner, Reiner Schell, Buchner, C.C., 2017, ISBN 978-3766146427.
- EinFach Deutsch verstehen: Friedrich Dürrenmatt: Der Besuch der alten Dame, zusammen mit Stefanie Harrecker,  Schöningh Verlag, 2016, ISBN 978-3140225366.
- Die Ära Bismarck Entstehung und Entwicklung des deutschen Nationalstaats, Stark 2012, ISBN 9783894494216.
- Buchners Kolleg Geschichte, Ausgabe C, Deutsche Geschichte zwischen 1800 und 1933, Geschichte der Supermächte zusammen mit Anton Golecki, Klaus Dieter Hein-Mooren, Heinrich Hirschfelder, Lorenz Maier, Wilhelm Nutzinger, Reiner Schell, Monika Keuthen, Buchner, 2002, ISBN 978-3766146366.
- Buchners Kolleg Geschichte, Ausgabe B, Reich, Republik, Diktatur zusammen mit Heinrich Hirschfelder, Lorenz Maier, Wilhelm Nutzinger, Bernhard Pfändtner, Reiner Schell, Buchner, 1997, ISBN 978-3766146472.
- Das Kaiserreich : 1871–1918 zusammen mit Heinrich Hirschfelder, Buchner, 1989, ISBN 9783766146328.
- Neunburg vorm Wald, Historischer Atlas von Bayern, Teil Altbayern, Heft 52, München 1982, ISBN 3-7696-9928-9.